# Paco Ignacio Taibo II
Francisco Ignacio Taibo Mahojo, mais conhecido como Paco Ignacio Taibo II (Gijón, 11 de janeiro de 1949) é um escritor, jornalista e ativista sindical espanhol, com cidadania mexicana. Desde 2019 é diretor do Fondo de Cultura Económica, o grupo editorial sem fins lucrativos do Estado mexicano.

## Trajetória política
No I Conselho Nacional do Movimento de Regeneração Nacional, realizado em 2012 no Plano Esportivo Sexenal na Cidade do México, ele foi eleito Secretário de Arte e Cultura do Comitê Executivo Nacional de Morena para o período 2012-2015. Juntou-se à equipe de Andrés Manuel López Obrador e deixou a direção da Semana Negra de Gijón.
Em outubro de 2018, foi anunciado que em 1º de dezembro assumiria a direção do Fundo de Cultura Econômica, uma das editoras mais importantes do México e da América Latina. O escritor mexicano explicou, por meio de um vídeo postado no Twitter, que aceitou o convite de Andrés Manuel López Obrador para participar do governo. Ele foi ratificado no cargo em 18 de janeiro de 2019.

## Obras

### Série Belascoarán Shayne
- Días de combate (1976)
- Cosa fácil (1977)
- Algunas nubes (1980)
- No habrá final feliz (1981)
- Regreso a la misma ciudad y bajo la lluvia (1989)
- Amorosos fantasmas (1989)
- Sueños de frontera (1990)
- Desvanecidos difuntos (1991)
- Adiós, Madrid (1993)

### Conto
- Doña Eustolia blandió el cuchillo cebollero (y otras historias) (1982)
- Cuentos incompletos (2020)

### Outros romances
- Héroes convocados: manual para la toma del poder (1982)
- La vida misma (1987)
- Sombra de la sombra (1986)
- El regreso de la verdadera araña y otras historias que pasaron en algunas fábricas (1988)
- Cuatro manos (1990)
- La lejanía del tesoro (1992)
- La bicicleta de Leonardo (1993)
- Nomás los muertos están bien contentos (1994)
- De paso (1995)
- Máscara azteca y el doctor Niebla: (después del golpe) (1996)
- Mi amigo Morán (1998)
- Retornamos como sombras (2001), (continuação de Sombra de la sombra)
- El mundo en los ojos de un ciego (2002)
- Sólo tu sombra fatal (2006)
- El retorno de los tigres de la Malasia (2010)
- El ciego, la cabeza y el golpe (2012)
- El olor de las magnolias (2018)
- La libertad, la bicicleta (2018)
- Sabemos cómo vamos a morir (2020)

### Série Olga Lavanderos
- Sintiendo que el campo de batalla (1989)
- Que todo es imposible (1995)
- Olga Forever (2006)
- Olga Lavanderos (2011)

### Não-ficção
- Historia General de Asturias, tomo 7 (1978) (Gran Enciclopedia Asturiana Silverio Cañada)
- Historia General de Asturias, tomo 8 (1979) (Gran Enciclopedia Asturiana Silverio Cañada)
- La huelga de los sombrereros: México 1875 (1980)
- Asturias 1934 (1980)
- Memoria del Congreso de Mérida (1981)
- La huelga del verano de 1920 en Monterrey (1981)
- Irapuato mi amor (1982)
- Bajando la frontera (1984)
- Los bolsheviquis. Historia narrativa de los orígenes del comunismo en México 1919-1925 (1986 y 2020)
- Pascual: décimo round (1987)
- Arcángeles : cuatro historias no muy ortodoxas de revolucionarios (1988)
- La batalla de Santa Clara (1989)
- 68 (1991)
- Cárdenas de cerca: una entrevista biográfica (1994)
- Ernesto Guevara, también conocido como el Che (1996)
- El general orejón ese (1997)
- Insurgencia mi amor (1997)
- Arcángeles: doce historias de revolucionarios herejes del siglo XX (1998)
- Primavera pospuesta : una versión personal de México en los 90 (1999)
- Pancho Villa: una biografía narrativa (2006)
- El cura Hidalgo y sus amigos (2007)
- Tony Guiteras, un hombre guapo (2008)
- Temporada de zopilotes: una historia narrativa sobre la Decena Trágica (2009)
- El Álamo: una historia no apta para Hollywood (2011)
- Librado Rivera: el último de los magoneros (2011)
- Inquilinos (2012)
- Los libres no reconocen rivales (2012)
- Si Villa viviera, con López anduviera: La batalla de Zacatecas (2012)
- Asturias. Octubre 1934 (2013)
- Yaquis: Historia de una guerra popular y de un genocidio en México (2013)
- Pancho Villa toma Zacatecas (2013)
- Que sean fuego las estrellas (2015)
- Patria 1 (2017)
- Patria 2 (2017)
- Patria 3 (2017)

### Livros en co-autoria
- El primer primero de mayo en México (1981) (com Jorge Fernández Tomás)
- El socialismo en un solo puerto: Acapulco 1919-1923 (1983) (com Rogelio Vizcaíno)
- Memoria roja. Luchas sindicales de los años 20 (1984) (com Rogelio Vizcaíno)
- Danzón en Bellas Artes (1985) (com Luis Hernández Navarro)
- Octubre de 1934, cincuenta años para la reflexión (1985) (co-autor)
- Las dos muertes de Juan R. Escudero: la comuna de Acapulco, 1918-1923 (1990) (com Rogelio Vizcaíno)
- El año que estuvimos en ninguna parte: el Che Guevara en el Congo (1997) (com Froilán Escobar y Félix Guerra)
- El juego de la intriga (1997) (com Martín Casariego, Javier García Sánchez e Luis Sepúlveda)
- Hurler à la lune (2003) (com Marc Behm)
- Muertos incómodos, novela a cuatro manos (2005), (com o subcomandante Marcos)
- El libro rojo (2008) (com vários)